# Franzi Löw
Franziska „Franzi“ Danneberg-Löw (geboren 2. Januar 1916 in Wien; gestorben 28. November 1997 ebenda) war eine österreichische Widerstandskämpferin.

## Leben
Franzi Löw und ihre Zwillingsschwester Hilde kamen als Kinder einer gut situierten Familie zur Welt. Ihr Vater war promovierter Jurist und Direktor der Nordbahn. Nach der Matura absolvierte Löw eine Ausbildung an der Fürsorgerinnen-Schule von Ilse Arlt. Nach dem Abschluss mit Diplom bewarb sich Löw um eine Stelle bei der Gemeinde Wien, wurde aber abgelehnt. So begann sie im September 1937 als Fürsorgerin der Israelitischen Kultusgemeinde Wien (IKG). Nach dem „Anschluss Österreichs“ übernahm sie von der Gemeinde Wien im August 1938 die Vormundschaft für rund 200 uneheliche jüdische Minderjährige, die die Gemeinde aufgegeben und dem IKG übertragen hatte. Zudem fungierte sie als gesetzliche Vertreterin von 20 geistig behinderten jüdischen Jugendlichen, die in einem nichtjüdischen Heim untergebracht waren und deren Eltern emigriert waren. In den Jahren der NS-Herrschaft versuchte Löw stets, die Kinder vor der Deportation zu retten. Häufig war sie dabei erfolgreich. So besorgte sie Taufscheine von verstorbenen, „arischen“ Männern und nutzte sie als Nachweis für die angebliche Vaterschaft der Toten zu den bedrohten Kindern. Als „Halbjuden“ wurden diese dann nicht deportiert. Nach der Deportation der Leiterin Lily Neufeld im Jahr 1942 leitete Franzi Löw die Fürsorgeabteilung der IKG alleine. Untergetauchte Juden, die so genannten „U-Boote“, unterstützte sie mit Lebensmittelmarken. Als im Juni 1944 in Wien Lager für 600 ungarische Juden eingerichtet wurden, organisierte Löw bis Kriegsende Kleidung für die Internierten. Zudem hielt sie Kontakt zwischen über mehrere Lager verteilten Familien. Im März 1945 versteckte sie zwölf Internierte bei nichtjüdischen Familien. Die Ungarn waren kurz vor dem Abtransport in die Vernichtungslager geflohen.
Nach der Befreiung Wiens bis zum 19. Juni 1945 kümmerte sich Löw im Auftrag der Kultusgemeinde um Juden, die in der Stadt überlebt hatten oder aus den KZ zurückkamen. Danach trat Löw als Fürsorgerin in den Dienst der Stadt Wien. Bis zu ihrer Pension im Jahr 1979 war sie als Hauptfürsorgerin im Gesundheitsamt tätig. Im Jahr 1948 heiratete Löw den Richter Dr. Wilhelm Danneberg, der in der Nazi-Zeit ihre Widerstandshandlungen unterstützt hatte und wegen „Judenfreundlichkeit“ vom Dienst suspendiert worden war. Im Jahr 1966 erhielt Löw das Goldene Verdienstzeichen der Republik Österreich. Holocaust-Überlebende begegneten Löw jedoch nach dem Krieg häufig mit Misstrauen, Verbitterung und Hass, weil sie ihr vorwarfen, als Mitarbeiterin des „Judenrates“ mit den Nationalsozialisten kollaboriert zu haben. So zeigte der Vater eines im KZ Auschwitz ermordeten Kindes Löw an, weil sie angeblich die Ausreise seines Kindes verschleppt hatte.
Zu den von Franzi Löw Geretteten gehören der Schriftsteller Robert Schindel und der Bodybuilder Harry Gelbfarb. Schindel setzte Löw mit der Figur der Esther in seinem Theaterstück Dunkelstein ein literarisches Denkmal, das erst Anfang 2016 uraufgeführt wurde. Der Schriftsteller Doron Rabinovici widmete Löw seine Dissertation über die jüdische Gemeinde Wiens unter dem Nationalsozialismus.
Der Wiener Gemeindebezirk Leopoldstadt benannte 2017 einen Park nach Franzi Löw.